# Kabinet-Blair III
Het kabinet-Blair III was de uitvoerende macht van de Britse overheid van 6 mei 2005 tot 27 juni 2007. Het kabinet werd gevormd door de Labour Party na de verkiezingen van 2005 met Tony Blair de partijleider van de Labour Party voor een derde termijn als premier. In het kabinet zaten meerdere (toekomstige)-prominenten zoals: John Prescott, Gordon Brown, Jack Straw, Margaret Beckett, John Reid, Alan Johnson, Alistair Darling, Douglas Alexander en David Miliband

## Samenstelling
| Ambtsbekleder                                                           | Ambtsbekleder     | Ambtsbekleder                                       | Functie(s)                                      | Ambtstermijn     | Ambtstermijn    | Partij       |
| ----------------------------------------------------------------------- | ----------------- | --------------------------------------------------- | ----------------------------------------------- | ---------------- | --------------- | ------------ |
|                                                                         | Tony Blair        | Tony Blair (1953)                                   | Premier                                         | 2 mei 1997       | 27 juni 2007    | Labour Party |
|                                                                         | John Prescott     | John Prescott (1938–2024)                           | Vicepremier                                     | 2 mei 1997       | 27 juni 2007    | Labour Party |
| First Secretary of State                                                | John Prescott     | John Prescott (1938–2024)                           | 8 juni 2001                                     |                  | 27 juni 2007    | Labour Party |
|                                                                         | Gordon Brown      | Gordon Brown (1951)                                 | Minister van Financiën                          | 2 mei 1997       | 27 juni 2007    | Labour Party |
|                                                                         | Jack Straw        | Jack Straw (1946)                                   | Minister van Buitenlandse Zaken                 | 8 juni 2001      | 6 mei 2006      | Labour Party |
|                                                                         | Margaret Beckett  | Margaret Beckett (1943)                             | Minister van Buitenlandse Zaken                 | 6 mei 2006       | 27 juni 2007    | Labour Party |
|                                                                         | Charles Clarke    | Charles Clarke (1950)                               | Minister van Binnenlandse Zaken                 | 16 december 2004 | 6 mei 2006      | Labour Party |
|                                                                         | John Reid         | John Reid (1947)                                    | Minister van Binnenlandse Zaken                 | 6 mei 2006       | 27 juni 2007    | Labour Party |
|                                                                         | Valerie Amos      | Baroness Amos Valerie Amos (1954)                   | Lord President of the Council                   | 6 oktober 2003   | 27 juni 2007    | Labour Party |
| Leader of the House of Lords                                            | Valerie Amos      | Baroness Amos Valerie Amos (1954)                   |                                                 | 6 oktober 2003   | 27 juni 2007    | Labour Party |
|                                                                         | Geoff Hoon        | Geoff Hoon (1953)                                   | Leader of the House of Commons                  | 5 mei 2005       | 6 mei 2006      | Labour Party |
|                                                                         | Jack Straw        | Jack Straw (1946)                                   | Leader of the House of Commons                  | 6 mei 2006       | 27 juni 2007    | Labour Party |
|                                                                         | Geoff Hoon        | Geoff Hoon (1953)                                   | Lord Privy Seal                                 | 5 mei 2005       | 6 mei 2006      | Labour Party |
|                                                                         | Jack Straw        | Jack Straw (1946)                                   | Lord Privy Seal                                 | 6 mei 2006       | 27 juni 2007    | Labour Party |
|                                                                         | Charlie Falconer  | Baron Falconer van Thoroton Charlie Falconer (1951) | Lord Chancellor                                 | 12 juni 2003     | 27 juni 2007    | Labour Party |
| Minister voor Constitutionele Zaken                                     | Charlie Falconer  | Baron Falconer van Thoroton Charlie Falconer (1951) | 15 juni 2003                                    | 9 mei 2007       |                 | Labour Party |
| Minister van Justitie                                                   | Charlie Falconer  | Baron Falconer van Thoroton Charlie Falconer (1951) | 9 mei 2007                                      | 27 juni 2007     |                 | Labour Party |
|                                                                         | Alan Johnson      | Alan Johnson (1950)                                 | Minister van Economische Zaken                  | 5 mei 2005       | 6 mei 2006      | Labour Party |
| President of the Board of Trade                                         | Alan Johnson      | Alan Johnson (1950)                                 |                                                 | 5 mei 2005       | 6 mei 2006      | Labour Party |
|                                                                         | Alistair Darling  | Alistair Darling (1953–2023)                        | Minister van Economische Zaken                  | 6 mei 2006       | 27 juni 2007    | Labour Party |
| President of the Board of Trade                                         | Alistair Darling  | Alistair Darling (1953–2023)                        |                                                 | 6 mei 2006       | 27 juni 2007    | Labour Party |
|                                                                         | John Reid         | John Reid (1947)                                    | Minister van Defensie                           | 5 mei 2005       | 6 mei 2006      | Labour Party |
|                                                                         | Des Browne        | Des Browne (1952)                                   | Minister van Defensie                           | 6 mei 2006       | 3 oktober 2008  | Labour Party |
|                                                                         | Patricia Hewitt   | Patricia Hewitt (1948)                              | Minister van Volksgezondheid                    | 5 mei 2005       | 27 juni 2007    | Labour Party |
|                                                                         | David Blunkett    | David Blunkett (1947)                               | Minister van Arbeid en Pensioenen               | 5 mei 2005       | 2 november 2005 | Labour Party |
|                                                                         | John Hutton       | John Hutton (1955)                                  | Minister van Arbeid en Pensioenen               | 2 november 2005  | 27 juni 2007    | Labour Party |
|                                                                         | Ruth Kelly        | Ruth Kelly (1968)                                   | Minister van Onderwijs                          | 16 december 2004 | 6 mei 2006      | Labour Party |
|                                                                         | Alan Johnson      | Alan Johnson (1950)                                 | Minister van Onderwijs                          | 6 mei 2006       | 27 juni 2007    | Labour Party |
|                                                                         | Alistair Darling  | Alistair Darling (1953–2023)                        | Minister van Transport                          | 29 mei 2002      | 6 mei 2006      | Labour Party |
| Minister voor Schotland                                                 | Alistair Darling  | Alistair Darling (1953–2023)                        | 13 juni 2003                                    |                  | 6 mei 2006      | Labour Party |
|                                                                         | Douglas Alexander | Douglas Alexander (1967)                            | Minister van Transport                          | 6 mei 2006       | 27 juni 2007    | Labour Party |
| Minister voor Schotland                                                 | Douglas Alexander | Douglas Alexander (1967)                            |                                                 | 6 mei 2006       | 27 juni 2007    | Labour Party |
|                                                                         | David Miliband    | David Miliband (1965)                               | Minister van Wijken en Lokale Zaken             | 5 mei 2005       | 6 mei 2006      | Labour Party |
|                                                                         | Ruth Kelly        | Ruth Kelly (1968)                                   | Minister van Wijken en Lokale Zaken             | 6 mei 2006       | 27 juni 2007    | Labour Party |
| Minister voor Vrouwen en Gelijkheid                                     | Ruth Kelly        | Ruth Kelly (1968)                                   |                                                 | 6 mei 2006       | 27 juni 2007    | Labour Party |
|                                                                         | Margaret Beckett  | Margaret Beckett (1943)                             | Minister van Milieu, Voedsel en Agrarisch Zaken | 27 maart 2002    | 6 mei 2006      | Labour Party |
|                                                                         | David Miliband    | David Miliband (1965)                               | Minister van Milieu, Voedsel en Agrarisch Zaken | 6 mei 2006       | 27 juni 2007    | Labour Party |
|                                                                         | Tessa Jowell      | Tessa Jowell (1947–2018)                            | Minister van Cultuur, Media en Sport            | 8 juni 2001      | 27 juni 2007    | Labour Party |
| Minister voor Vrouwen en Gelijkheid                                     | Tessa Jowell      | Tessa Jowell (1947–2018)                            | 5 mei 2005                                      | 6 mei 2006       |                 | Labour Party |
| Minister voor Olympische Zaken                                          | Tessa Jowell      | Tessa Jowell (1947–2018)                            | 5 juli 2005                                     | 11 mei 2010      |                 | Labour Party |
|                                                                         | John Hutton       | John Hutton (1955)                                  | Kanselier van het Hertogdom Lancaster           | 8 september 2004 | 2 november 2005 | Labour Party |
| Minister voor Kabinetszaken                                             | John Hutton       | John Hutton (1955)                                  |                                                 | 8 september 2004 | 2 november 2005 | Labour Party |
|                                                                         | Jim Murphy        | Jim Murphy (1967)                                   | Kanselier van het Hertogdom Lancaster           | 2 november 2005  | 6 mei 2006      | Labour Party |
| Minister voor Kabinetszaken                                             | Jim Murphy        | Jim Murphy (1967)                                   |                                                 | 2 november 2005  | 6 mei 2006      | Labour Party |
|                                                                         | Hilary Armstrong  | Hilary Armstrong (1945)                             | Kanselier van het Hertogdom Lancaster           | 6 mei 2006       | 27 juni 2007    | Labour Party |
| Minister voor Kabinetszaken                                             | Hilary Armstrong  | Hilary Armstrong (1945)                             |                                                 | 6 mei 2006       | 27 juni 2007    | Labour Party |
|                                                                         | Peter Hain        | Peter Hain (1950)                                   | Minister voor Wales                             | 24 oktober 2002  | 24 januari 2008 | Labour Party |
| Minister voor Noord-Ierland                                             | Peter Hain        | Peter Hain (1950)                                   | 5 mei 2005                                      | 27 juni 2007     |                 | Labour Party |
| Eerste Minister van Noord-Ierland                                       | Peter Hain        | Peter Hain (1950)                                   | 5 mei 2005                                      | 7 mei 2007       |                 | Labour Party |
|                                                                         | Hilary Benn       | Hilary Benn (1953)                                  | Minister voor Ontwikkelingshulp                 | 6 oktober 2003   | 27 juni 2007    | Labour Party |
|                                                                         | Ian McCartney     | Ian McCartney (1951)                                | Minister zonder portefeuille (Partijvoorzitter) | 4 april 2003     | 6 mei 2006      | Labour Party |
|                                                                         | Hazel Blears      | Hazel Blears (1956)                                 | Minister zonder portefeuille (Partijvoorzitter) | 6 mei 2006       | 27 juni 2007    | Labour Party |
| Formeel geen leden van het kabinet, maar woonde kabinetsvergadering bij |                   |                                                     |                                                 |                  |                 |              |
| Ambtsbekleder                                                           | Ambtsbekleder     | Ambtsbekleder                                       | Functie(s)                                      | Ambtstermijn     | Ambtstermijn    | Partij       |
|                                                                         | Des Browne        | Des Browne (1952)                                   | Onderminister voor Financiën                    | 5 mei 2005       | 6 mei 2006      | Labour Party |
|                                                                         | Stephen Timms     | Stephen Timms (1955)                                | Onderminister voor Financiën                    | 6 mei 2006       | 27 juni 2007    | Labour Party |
|                                                                         | Peter Goldsmith   | Baron Goldsmith Peter Goldsmith (1950)              | Advocaat-generaal                               | 8 juni 2001      | 27 juni 2007    | Labour Party |
|                                                                         | Dawn Primarolo    | Dawn Primarolo (1954)                               | Thesaurier- generaal                            | 4 januari 1999   | 27 juni 2007    | Labour Party |
|                                                                         | Hilary Armstrong  | Hilary Armstrong (1945)                             | Onderstaatssecretaris voor Financiën            | 8 juni 2001      | 6 mei 2006      | Labour Party |
| Chief Whip in het Lagerhuis                                             | Hilary Armstrong  | Hilary Armstrong (1945)                             |                                                 | 8 juni 2001      | 6 mei 2006      | Labour Party |
|                                                                         | Jacqui Smith      | Jacqui Smith (1962)                                 | Onderstaatssecretaris voor Financiën            | 6 mei 2006       | 27 juni 2007    | Labour Party |
| Chief Whip in het Lagerhuis                                             | Jacqui Smith      | Jacqui Smith (1962)                                 |                                                 | 6 mei 2006       | 27 juni 2007    | Labour Party |

Russell I ·
Smith-Stanley I ·
Hamilton-Gordon ·
Temple I ·
Smith-Stanley II ·
Temple II ·
Russell II ·
Smith-Stanley III ·
Disraeli I ·
Gladstone I ·
Disraeli II ·
Gladstone II ·
Gascoyne-Cecil I ·
Gladstone III ·
Gascoyne-Cecil II ·
Gladstone IV ·
Primrose ·
Gascoyne-Cecil III ·
Gascoyne-Cecil IV ·
Balfour ·
Campbell-Bannerman ·
Asquith I ·
Asquith II ·
Asquith III ·
Asquith IV ·
Lloyd George I ·
Lloyd George II ·
Law ·
Baldwin I ·
MacDonald I ·
Baldwin II ·
MacDonald II ·
MacDonald III ·
MacDonald IV ·
Baldwin III ·
Chamberlain I ·
Chamberlain II ·
Churchill I ·
Churchill II ·
Attlee I ·
Attlee II ·
Churchill III ·
Eden ·
Macmillan I ·
Macmillan II ·
Douglas-Home ·
Wilson I ·
Wilson II ·
Heath ·
Wilson III ·
Callaghan ·
Thatcher I ·
Thatcher II ·
Thatcher III ·
Major I ·
Major II ·
Blair I ·
Blair II ·
Blair III ·
Brown ·
Cameron I ·
Cameron II ·
May I ·
May II ·
Johnson I ·
Johnson II ·
Truss ·
Sunak ·
Starmer